# Scottdale (Pensilvania)
Scottdale es un borough ubicado en el condado de Westmoreland en el estado estadounidense de Pensilvania. En el año 2000 tenía una población de 4.772 habitantes y una densidad poblacional de 1,581 personas por km².

## Geografía
Scottdale se encuentra ubicado en las coordenadas 40°06′55″N 79°35′59″O / 40.11528, -79.59972.

## Demografía
Según la Oficina del Censo en 2000 los ingresos medios por hogar en la localidad eran de $32,000 y los ingresos medios por familia eran $41,114. Los hombres tenían unos ingresos medios de $31,843 frente a los $22,143 para las mujeres. La renta per cápita para la localidad era de $17,994. Alrededor del 8.3% de la población estaba por debajo del umbral de pobreza.